# Timerosal
Timerosal ou tiomersal é um composto organometálico com propriedades antissépticas e antifúngicas.
Foi vendido pela corporação farmacêutica Lilly sob o nome Merthiolate. É utilizado como conservante em vacinas, preparações de imunoglobulina, testes cutâneo-alérgicos, soros anti-veneno, produtos oftálmicos e nasais, e tintas para tatuagens.
Devido a uma controvérsia em torno de seu uso como conservante em vacinas que gerou medo entre setores da população, o timerosal deixou de ser usado em vacinas infantis na União Europeia e em alguns outros países. O consenso científico atual é de que estes medos são infundados.

## Histórico
O químico da Universidade de Maryland Morris Kharasch patenteou o timerosal em 1927, e o laboratório Eli Lilly posteriormente vendeu o composto sob o nome fantasia Merthiolate. Testes in vitro realizados pelos cientistas H. M. owell e W. A. Jamioeson da Lilly revelaram que o timerosal era entre quarenta e cinquenta vezes mais eficaz que o fenol contra o Staphylococcus aureus. Era utilizado para matar bactérias e prevenir contaminação em produtos antissépticos utilizados por consumidores e em hospitais, incluindo sprays nasais, colírios, soluções para lentes de contato, imunoglobulinas e vacinas. Timerosal era utilizado como conservante bactericida para que ampolas multi-dose de vacinas pudessem ser utilizadas, por serem mais baratas que as de dose única. Em 1938, o timerosal foi listado pela direção de pesquisa do laboratório Lilly como uma das cinco substâncias mais importantes já desenvolvidas pela companhia.

## Estrutura
O Timerosal possui mercúrio(II) com número de coordenação 2, ou seja, há dois ligantes fazendo ligações com o Hg, o tiolato e um grupo etil. O grupo carboxilato confere solubilidade na água. Como outros compostos Hg(II), a geometria de coordenação do Hg é linear, com um ângulo S-Hg-C de 180°. Tipicamente, compostos organomercúricos tiolato são preparados a partir de cloretos organomercúricos.

## Usos
O principal uso do timerosal é como antisséptico e antifúngico, devido ao efeito oligodinâmico. Em sistemas de administração de medicamentos injetáveis multi-dose, previne efeitos adversos sérios tais como a infecção por Staphylococcus que, em um incidente em 1928, matou 12 de 21 crianças vacinadas contra a difteria com uma vacina que não possuía um conservante. Diferentemente de outros conservantes de vacinas utilizados à época, o timerosal não reduz a potência das vacinas que protege. Agentes bacteriostáticos como o timerosal não são necessários em injetáveis de dose única.
Nos Estados Unidos, assim como na União Europeia e em outros países desenvolvidos, o timerosal não é mais utilizado como conservante em vacinas dos calendários de vacinação infantil. As únicas exceções entre as vacinas rotineiramente recomendadas para crianças nos Estados Unidos são algumas formulações da vacina da gripe inativada para crianças maiores de dois anos. Diversas das vacinas que não fazem parte da recomendação típica para crianças pequenas contém timerosal, incluindo as contra a difteria e o tétano; outras vacinas podem conter traços de timerosal devido a estágios da fabricação. O Programa das Nações Unidas para o Meio Ambiente recuou de uma proposta anterior de adicionar o timerosal em vacinas para a lista de compostos banidos em um tratado que visava reduzir a exposição ao mercúrio pelo mundo. Durante as discussões sobre o Mercúrio, o grupo de especialistas em imunização reafirmou que as vacinas contendo timerosal são "componentes da imunização seguras, essenciais e insubstituíveis", e que devido aos altos custos e a necessidade de refrigeração das vacinas sem timerosal que muitos países, em especial os em desenvolvimento, não teriam capacidade de custear, a decisão final das Nações Unidas foi excluir o timerosal do tratado.
No Brasil, todos os medicamentos contendo compostos mercuriais são proibidos desde 2001, exceto em sua utilização como conservantes de vacinas.

## Toxicologia
O timerosal é extremamente tóxico por inalação, ingestão e ao contato com a pele (símbolo de risco T+), com o risco de efeitos cumulativos. Também é extremamente tóxico para organismos aquáticos e pode causar efeitos adversos em ambientes aquáticos (símbolo de risco N). No corpo humano, é metabolizado ou degradado em etilmercúrio (C2H5Hg+) e ácido tiosalicílico.
Há casos reportados de severa intoxicação por mercúrio causados por exposição acidental ou tentativa de suicídio, com algumas mortes. Experimentos com animais sugerem que o tiomersal se dissocia rapidamente para liberar etilmercúrio após a injeção, que os padrões de disposição de mercúrio são similares àqueles após a exposição a doses equivalentes de cloreto de etilmercúrio, e que o sistema nervoso central e os rins são afetados, com perda de coordenação motora sendo um sintoma comum. Sinais e sintomas semelhantes foram observados em envenenamentos humanos acidentais. Os mecanismos da ação tóxica são desconhecidos. A maior parte da eliminação do corpo se dá por eliminação fecal. O etilmercúrio é eliminado do sangue com uma meia-vida de cerca de 18 dias em adultos pela quebra molecular em outras substâncias, incluindo o mercúrio inorgânico.[carece de fontes?]
Etilmercúrio é eliminado do cérebro em aproximadamente 14 dias em macacos bebês. A avaliação de riscos para efeitos no  sistema nervoso foram feitas pela extrapolação a partir de relações dose-resposta para metilmercúrio. Metilmercúrio e etilmercúrio se distribuem para todos os tecidos corporais, cruzando a barreira hematoencefálica e a placenta, e o etilmercúrio também se move livremente por todo o corpo. Preocupações baseadas em extrapolações a partir do metilmercúrio levaram à remoção do timerosal das vacinas infantis do Estados Unidos a partir de 1999. Desde então, se descobriu que o etilmercúrio é eliminado do corpo e do cérebro a taxas significantemente mais rápidas que o metilmercúrio, de modo que as avaliações feitas nos anos 90 se mostraram demasiadamente conservadoras. Apesar do mercúrio inorgânico metabolizado a partir do etilmercúrio ter uma meia-vida no cérebro muito mais extensa, de pelo menos 120 dias, parece ser muito menos tóxico que o mercúrio inorgânico produzido a partir de vapores de mercúrio inalados, por motivos ainda não conhecidos.

### Alergias

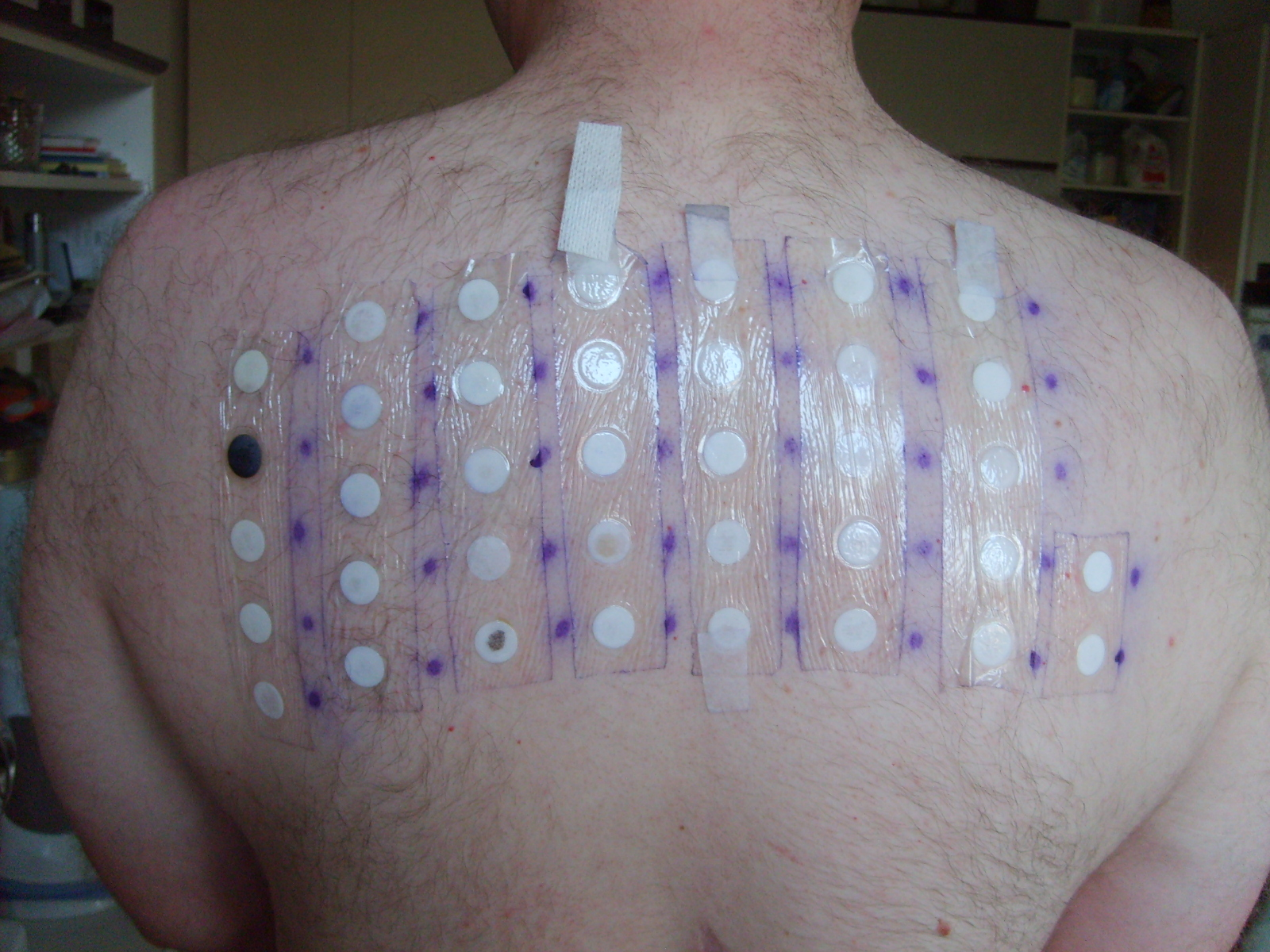
Teste epicutâneo ou Patch test

O timerosal é utilizado no teste epicutâneo para pessoas com dermatite, conjuntivite, e outras reações potencialmente alérgicas. Um estudo norueguês de 2007 encontrou que 1.9% de adultos apresentavam reação epicutânea positiva ao timerosal, enquanto que em populações da Alemanha foi observada uma prevalência de até 6,6% de reação alérgica ao contato. Foi observada uma redução na incidência de alergia ao timerosal em populações da Dinamarca, tendo sido atribuída como causa provável a cessação do seu uso em vacinas. Em um estudo com crianças e adolescentes polonesas apresentando eczema crônico recorrente, reações positivas ao timerosal foram encontradas em 11,7% das crianças (7-8 anos) e 37,6% dos adolescentes (16-17 anos). A causa desta diferença nas taxas de sensitização foram atribuídas a diferenças nos padrões de exposição.
Indivíduos sensíveis ao timerosal podem receber imunização por injeções intramusculares em vez de subcutâneas. Na aplicação prática da vacinação de populações adultas, alergia de contato não parece suscitar reações clínicas.

### Autismo
Após uma revisão sobre fármacos e alimentos contendo mercúrio realizada em 1999, os Centros de Controle e Prevenção de Doenças (CDC EUA) e a Academia Americana de Pediatria pediram para os fabricantes de vacinas que removessem o timerosal das vacinas por precaução, e este foi rapidamente retirado da maioria das vacinas nos Estados Unidos e na Europa. Isto foi visto por muitos pais de crianças como indicativo de que o conservante era causador de autismo. O consenso científico, no entanto, é de que não há boas evidências que dêem suporte a estas afirmações, incluindo a observação de que os diagnósticos de autismo continuam a aumentar apesar da eliminação do timerosal das vacinas infantis de rotina.
Grandes entidades médico-científicas, como o Academia Nacional de Medicina dos Estados Unidos e a Organização Mundial da Saúde, bem como agências governamentais como o FDA e  CDC rejeitam as afirmações de que o timerosal pode causar autismo ou outros distúrbios do neurodesenvolvimento.
Esta controvérsia trouxe malefícios, levando alguns pais a tentarem curar seus filhos autistas com tratamentos sem comprovação e possivelmente perigosos, desencorajando alguns pais a vacinarem seus filhos devido a temores com relação à toxicidade do timerosal, e direcionando recursos que poderiam ter sido levados a áreas de pesquisa mais promissoras para as causas do autismo. Milhares de processos judiciais foram abertos nas cortes estadunidenses pedindo indenização por danos causados pela alegada toxicidade das vacinas, incluindo aqueles supostamente causados pelo timerosal.